# روبرت إتش سكانلان
روبرت إتش سكانلان (بالإنجليزية: Robert H. Scanlan) هو مهندس ومهندس مدني وأستاذ جامعي أمريكي، ولد في 1914 في شيكاغو في الولايات المتحدة، وتوفي في 2001 في لورينسفيل في الولايات المتحدة.